# Stenotus acaulis
Stenotus acaulis là một loài thực vật có hoa trong họ Cúc. Loài này được (Nutt.) Nutt. miêu tả khoa học đầu tiên năm 1840.